# Ernée
Ne doit pas être confondu avec Ernes.
Pour les articles homonymes, voir Ernée (homonymie).
Ernée est une commune française du département de la Mayenne en région Pays de la Loire, peuplée en 2022 de 5 511 habitants
La commune fait partie de la province historique du Maine, et se situe dans le Bas-Maine.

## Géographie
Ernée est située au Nord-Ouest de la Mayenne, aux confins des Pays de la Loire, à proximité de la Bretagne (7 km) et de la Normandie (20 km). La ville domine un méandre de la rivière qui porte son nom. Elle est à 20 km de Fougères et Mayenne, 30 km de Laval et Vitré, 65 km du Mont-Saint-Michel et 70 km de Rennes.
Le sol appartient au Massif armoricain, érigé à la fin des temps primaires, à travers le bloc mancellien constitué de granites. Les environs d'Ernée sont constitués de collines et de plaines vallonnées. La campagne est dominée par des paysages de bocage, constitués de haies vives enserrant les champs et les prairies. Ce bocage mayennais est typique de l'ancienne province du Maine.
L'Ernée est une rivière qui passe dans la commune. Cette rivière crée la vallée de l'Ernée et mène à un plan d'eau intégré à la ville.
Le climat est de type océanique, doux en hiver et tempéré en été.

### Communes limitrophes
| Larchamp                |       | Saint-Denis-de-Gastines |
| Saint-Pierre-des-Landes | Ernée |                         |
| Juvigné                 |       | Montenay                |

### Climat
Le climat qui caractérise la commune est qualifié, en 2010, de « climat océanique franc », selon la typologie des climats de la France qui compte alors huit grands types de climats en métropole. En 2020, la commune ressort du type « climat océanique » dans la classification établie par Météo-France, qui ne compte désormais, en première approche, que cinq grands types de climats en métropole. Ce type de climat se traduit par des températures douces et une pluviométrie relativement abondante (en liaison avec les perturbations venant de l'Atlantique), répartie tout au long de l'année avec un léger maximum d'octobre à février.
Les paramètres climatiques qui ont permis d’établir la typologie de 2010 comportent six variables pour les températures et huit pour les précipitations, dont les valeurs correspondent aux données mensuelles sur la normale 1971-2000. Les sept principales variables caractérisant la commune sont présentées dans l'encadré ci-après.
| Paramètres climatiques communaux sur la période 1971-2000 - Moyenne annuelle de température : 10,9 °C - Nombre de jours avec une température inférieure à −5 °C : 2,1 j - Nombre de jours avec une température supérieure à 30 °C : 2,7 j - Amplitude thermique annuelle : 13,5 °C - Cumuls annuels de précipitation : 897 mm - Nombre de jours de précipitation en janvier : 13,6 j - Nombre de jours de précipitation en juillet : 8,1 j |

Avec le changement climatique, ces variables ont évolué. Une étude réalisée en 2014 par la Direction générale de l'Énergie et du Climat complétée par des études régionales prévoit en effet que la  température moyenne devrait croître et la pluviométrie moyenne baisser, avec toutefois de fortes variations régionales. La station météorologique de Météo-France installée sur la commune et mise en service en 1996 permet de connaître en continu l'évolution des indicateurs météorologiques. Le tableau détaillé pour la période 1981-2010 est présenté ci-après.
| Mois                                  | jan.             | fév.           | mars          | avril         | mai           | juin          | jui.          | août          | sep.           | oct.            | nov.            | déc.            | année      |
| ------------------------------------- | ---------------- | -------------- | ------------- | ------------- | ------------- | ------------- | ------------- | ------------- | -------------- | --------------- | --------------- | --------------- | ---------- |
| Température minimale moyenne (°C)     | 2                | 2,3            | 3,7           | 5,3           | 8,9           | 11,4          | 12,8          | 12,9          | 10,4           | 8,6             | 4,9             | 2               | 7,1        |
| Température moyenne (°C)              | 4,7              | 5,6            | 7,8           | 10,1          | 13,6          | 16,8          | 18,1          | 18,3          | 15,7           | 12,3            | 7,9             | 4,7             | 11,3       |
| Température maximale moyenne (°C)     | 7,4              | 8,9            | 11,8          | 14,9          | 18,4          | 22,1          | 23,5          | 23,7          | 21             | 16,1            | 10,9            | 7,4             | 15,5       |
| Record de froid (°C) date du record   | −12,6 02.01.1997 | −10,9 11.02.12 | −7,2 01.03.05 | −3,8 11.04.03 | 0,1 02.05.21  | 2,9 04.06.01  | 5,4 10.07.04  | 4,2 31.08.03  | 2,6 24.09.1996 | −2,9 29.10.1997 | −6,2 24.11.1998 | −9,6 29.12.1996 | −12,6 1997 |
| Record de chaleur (°C) date du record | 14,3 30.01.13    | 19,3 27.02.19  | 22,4 25.03.03 | 27,4 16.04.03 | 29,8 30.05.03 | 35,7 29.06.19 | 37,6 23.07.19 | 39,6 10.08.03 | 33,2 14.09.20  | 27,2 02.10.11   | 20,3 07.11.15   | 15,6 07.12.00   | 39,6 2003  |
| Précipitations (mm)                   | 76,8             | 64,8           | 58,9          | 58,8          | 73,5          | 48,4          | 66,4          | 53,7          | 65,6           | 91,3            | 94,2            | 95,3            | 847,7      |

## Urbanisme

### Typologie
Au 1er janvier 2024, Ernée est catégorisée bourg rural, selon la nouvelle grille communale de densité à sept niveaux définie par l'Insee en 2022.
Elle appartient à l'unité urbaine d'Ernée, une unité urbaine monocommunale constituant une ville isolée,. Par ailleurs la commune fait partie de l'aire d'attraction d'Ernée, dont elle est la commune-centre,. Cette aire, qui regroupe 5 communes, est catégorisée dans les aires de moins de 50 000 habitants,.

### Occupation des sols
L'occupation des sols de la commune, telle qu'elle ressort de la base de données européenne d’occupation biophysique des sols Corine Land Cover (CLC), est marquée par l'importance des territoires agricoles (85,6 % en 2018), en diminution par rapport à 1990 (89,5 %). La répartition détaillée en 2018 est la suivante : 
terres arables (45,5 %), prairies (31,7 %), zones urbanisées (9,5 %), zones agricoles hétérogènes (8,4 %), zones industrielles ou commerciales et réseaux de communication (3,4 %), forêts (0,8 %), espaces verts artificialisés, non agricoles (0,7 %). L'évolution de l’occupation des sols de la commune et de ses infrastructures peut être observée sur les différentes représentations cartographiques du territoire : la carte de Cassini (XVIIIe siècle), la carte d'état-major (1820-1866) et les cartes ou photos aériennes de l'IGN pour la période actuelle (1950 à aujourd'hui).

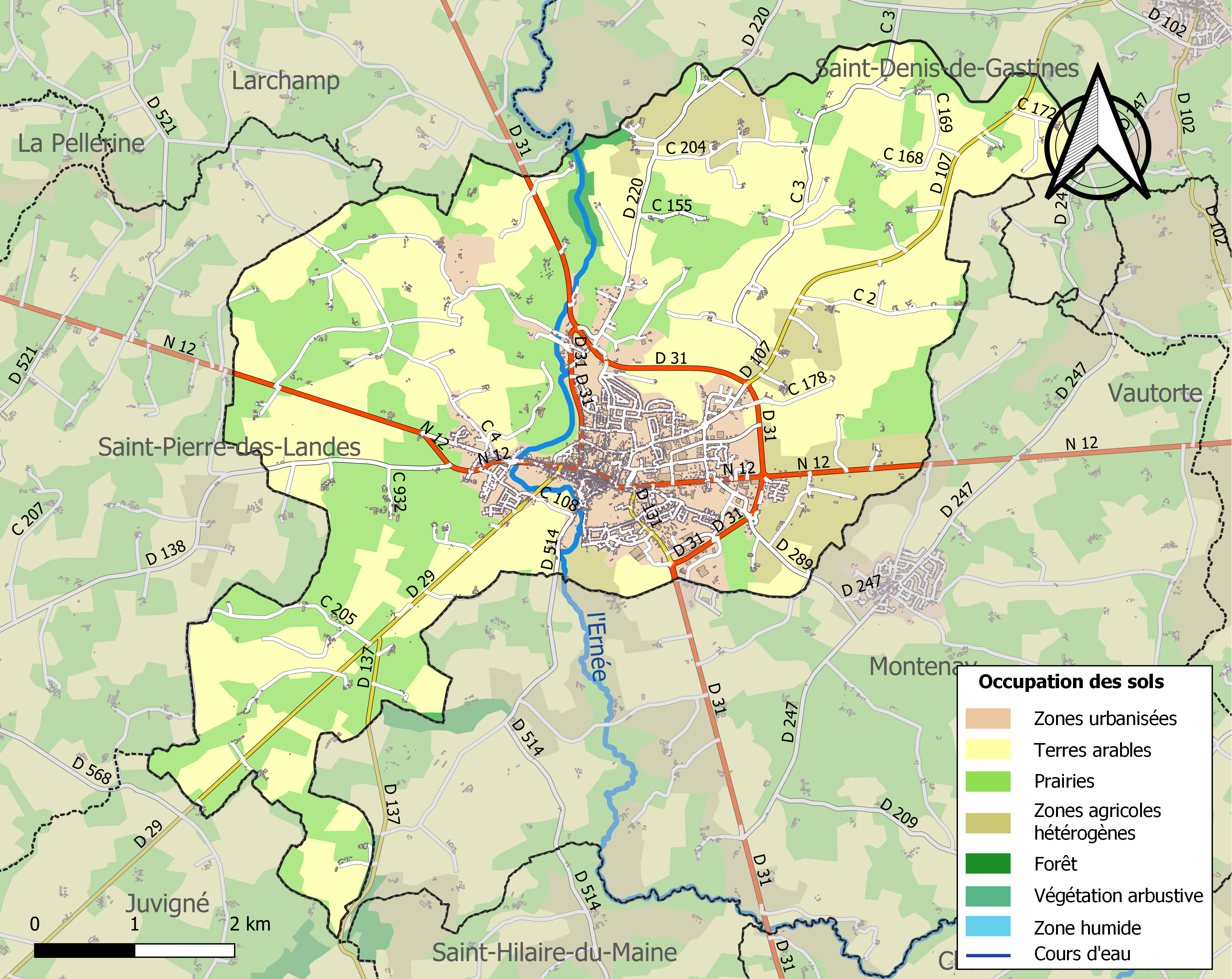
Carte des infrastructures et de l'occupation des sols de la commune en 2018 (CLC).

## Transport

### Transport en commun
Ernée est desservi par les lignes 104, 105 et 116 du réseau régional Aléop, la reliant à Mayenne et Laval.
Une ligne de car TER SNCF, reliant Laval à Fougères et desservant Ernée, a été supprimée à l'été 2018.

### Routes
Ernée est au carrefour de trois axes principaux :
- la RN 12 qui la place à égale distance de Fougères (Ille-et-Vilaine) et Mayenne, à savoir 20 kilomètres ;
- la RD 31 qui la relie à Saint-Hilaire-du-Harcouët (Manche) et Landivy au nord, et à Chailland et Laval au sud ;
- la D 33 qui relie Ernée à Vitré (Ille-et-Vilaine).

## Toponymie
Dès le Xe siècle, une charte du mont Saint-Michel mentionne le nom de Territorium Ernei.
Le gentilé est Ernéen. Le terme Ernacéen est parfois utilisé.

## Histoire
L'occupation humaine sur le territoire de la commune est attestée dès le Néolithique comme en témoignent les deux monuments mégalithiques encore visibles (dolmen de la Contrie, allée couverte de la Tardivière).

### Antiquité
Le site sommital de Charné est le seul à disposer de mégalithes. Il est situé sur une voie néolithique reliant la baie d'Avranches. Une autre voie au sud rejoint l'embouchure de la Rance. Seule la petite cité de Montenay rayonne entre Diablintidunum (oppidum de Moulay) et les cités d'Alet ou d'Ingena (oppidum d'Avranches) à l’époque celtique.
Vers la fin du Ier siècle apr. J.-C., le territoire dépend de la cité de Jublains, une des huit cités de l'ouest de la province de Lyonnaise. Si des habitations de cette époque sont attestées, l'existence probable en tant que ville reste encore hypothétique faute de fouilles approfondies.
Saint Ernée ou Ernier a été considéré comme le fondateur de la ville en 532. Il vivait à l'époque de Clovis et faisait partie des ermites qui ont évangélisé la région, envoyés par l'évêque du Mans saint Innocent.
Des traces d'un établissement gallo-romain ont été identifiées au début du XXe siècle, au village de Boisières, sur la route de Carelles.
La ville se trouve sur le tracé de la voie romaine rejoignant Jublains à Corseul (près de Dinan).

### Haut Moyen-Âge
Ernée fait partie de la Neustrie qui se forme à partir du Ve siècle sur les restes du royaume de Syagrius entre la Bretagne et la Belgique.
Au IXe siècle, un château est construit pour faire face aux incursions des Bretons. Il dépendait alors du duc du Mans, puis des comtes du Maine et de Mayenne.
Un prieuré bénédictin, le prieuré Saint-Jacques, est construit au IXe siècle, à l'emplacement de l'actuel musée, dont les murs sont ceux de l'ancienne chapelle, et de la place de l'hôtel de ville. Le 12 des calendes d'avril 922, Aubert, seigneur de Mayenne, donna le prieuré avec l'église aux moines de Saint-Mars-sur-la-Futaie.

### Moyen-Âge
Ernée est une des châtellenies de la baronnie de Mayenne.
Du Xe au XIIe siècle, aucun événement notable n'est attesté durant une période de conflit entre Normands et Angevins pour contrôler le Maine.
Les XIIe et XIIIe siècles sont une période de paix et de prospérité pour la région.
En 1231, après la trêve conclue à Saint-Aubin-du-Cormier, le 4 juillet, entre la reine Blanche de Castille, régente, et Pierre Mauclerc, duc de Bretagne, la ville d'Ernée est le lieu de l'entrevue (pallamentum) entre Pierre Mauclerc et Philippe Hurepel, oncle du roi. Cette entrevue se solde par un échange solennel de serments. Un hôtel-Dieu est mentionné à Ernée en 1284 lors d'une transaction entre les bourgeois d'Ernée et Henri d'Avaugour, seigneur de Mayenne.
Pendant la guerre de Cent Ans, comme toute la région, la ville d'Ernée est dévastée et ruinée.

### Époque moderne
En 1487, les habitants d'Ernée adressent à Jean d'Armagnac-Nemours, baron de Mayenne et de Sablé, une requête où ils lui demandent que la taille à « esmage et à vis » de 50 livres soit réduite à la somme de 12 livres, parce que les guerres précédentes avaient obligé les habitants à s'enfuir et avaient tellement ruiné leur ville que de 1 800 maisons de contribuables à cette taille, il n'en restait qu'une vingtaine. 1800 maisons ou feux correspond à une population de 7 à 8 000 habitants. D'autres sources indiquent 800 maisons, correspondant à une population d'environ 4 000 habitants.
À la fin du XVe siècle, au cours de la guerre qui aboutit à la conquête de la Bretagne par la France, les Bretons de Fougères envahissent le pays d'Ernée et s'emparent de la ville, à laquelle ils mettent le feu. L'incendie dure du 18 au 21 mai 1488.
Durant les guerres de religion, la paroisse est ravagée à deux reprises, en 1592 par les Anglais du comte d'Essex, puis en 1596 par des bandes de pillards.
Après Mayenne, Ernée est la principale châtellenie et ville du marquisat puis duché de Mayenne. La municipalité de la ville est créée après le rachat du duché par le cardinal Mazarin en 1655.
Ernée est le siège de deux juridictions sous l'Ancien Régime : le bailliage et le grenier à sel. La première est une juridiction ordinaire, dont l'appel relevait de la barre ducale de Mayenne. La seconde était chargée de réprimer les contraventions en matière de gabelle. La Bretagne était franche de gabelle, c'est-à-dire exempte de taxe sur le sel, contrairement au reste du royaume. La contrebande était donc importante et réprimée sévèrement : la prison d'Ernée comptait régulièrement une cinquantaine de détenus.
Les juridictions accueillent gens de robe et avocats auxquels s'ajoutent les membres des différentes administrations royales et ducales. Ville prospère, industrieuse et commerçante, Ernée abrite également les membres de la noblesse locale qui y hivernent dans leurs hôtels particuliers. La ville regroupe un nombre important de demeures des XVIe au XVIIIe siècles. Les plus remarquables sont la maison Élie Gougis (1550), l'hôtel de Charné (XVIIe siècle), l'hôtel des Nos (1724) et l'hôtel du Boisberranger (vers 1770).
L'église de Charné, excentrée à l'est de la ville est la paroisse d'origine. Une nouvelle église Notre-Dame est construite à l'emplacement de l'ancien château féodal. Elle est consacrée le 29 juin 1697. Bien que très vaste — la deuxième en surface dans le département de la Mayenne — le manque de fonds oblige à réduire sa hauteur.
Le projet de canal pour rejoindre Rennes depuis Laval et passant par Ernée est étudié à la fin du XVIIIe siècle, mais n'aboutira jamais malgré plusieurs tentatives jusqu'au début du XXe siècle.

### Révolution
En 1789, en prévision des états généraux, M. Grandin, curé d'Ernée, est élu député du clergé et Delalande, lieutenant du maire, député du Tiers état.
La période révolutionnaire est une période de grande effervescence où modérés et sanguinaires se succèdent au gré des événements nationaux.
De 1789 à 1790 des bandes pillent les châteaux des environs puis les persécutions religieuses augmentent le désordre à partir de 1791.
Située au cœur des territoires chouans qui tiennent les campagnes, Ernée vit sous la protection de 400 à 500 militaires. Le Directoire du département estime que « l'autorité du corps administratif, municipal et judiciaire n'est plus respecté ». À partir de 1792, Julien-Marie-Constant Quantin, se faisant appelé Marat-Quantin, fait régner l'arbitraire durant la Terreur.
Le 2 novembre 1793 est le théâtre d'un combat entre les Républicains et les Vendéens qui s'emparent de la ville lors de la virée de Galerne.
Le 27 décembre 1793, la commission Clément fait fusiller à Ernée le général Perrault, commandant en second de l'artillerie royaliste. Du 12 au 20 mars 1794, elle fait monter trente-huit personnes sur l'échafaud, installé place du Ralliement (actuelle place de la Mairie).
En 1794, Marat-Quantin est arrêté. Il sera interdit de séjour dans le département de la Mayenne en 1795.
Ernée est chef-lieu de district de 1790 à 1795.
De 1794 à 1799, la ville vit sous la crainte permanente d'une attaque des Chouans qui sont maitres des campagnes. La pacification est lente. La suspension des hostilités entre le Directoire et les chefs chouans, publiée le 3 frimaire an VIII (24 novembre 1799) à Ernée, a peu de résultats. Le coup d'état du 18 brumaire puis l'instauration de l'Empire permettent de pacifier lentement la région.
François Buchet, fils d'un notaire d'Ernée, engagé dans la garde nationale d'Ernée, fuit la guerre civile et fait carrière dans la marine puis l'armée de terre. Il devient général de division, lieutenant général, pair de France et baron sous la Restauration.

### Époque contemporaine
Durant le XIXe siècle, Ernée est une ville commerçante et prospère. Ses faubourgs s'étendent à mesure que les activités industrielles s'y développent. En 1835, la belle unité architecturale de la ville et la largeur de ses rues sont signalées. De nouvelles maisons de maître et petits châteaux viennent s'ajouter aux édifices plus anciens.
L'industrie de la chaussure et du cuir se développe et prospère jusqu'au milieu du XXe siècle.
Ernée était desservie par la ligne de chemin de fer départemental reliant Laval à Landivy. Cette ligne fut ouverte le 18 décembre 1901 et son déclassement fut décidé par le conseil général le 11 mai 1938. En 1902, la gare d'Ernée-Ville avait accueilli 32 007 voyageurs, ce qui en faisait la plus fréquentée du réseau juste après Laval-Ville. La halte d'Ernée-Échange avait accueilli 4 796 voyageurs cette même année.

### Liste des maires

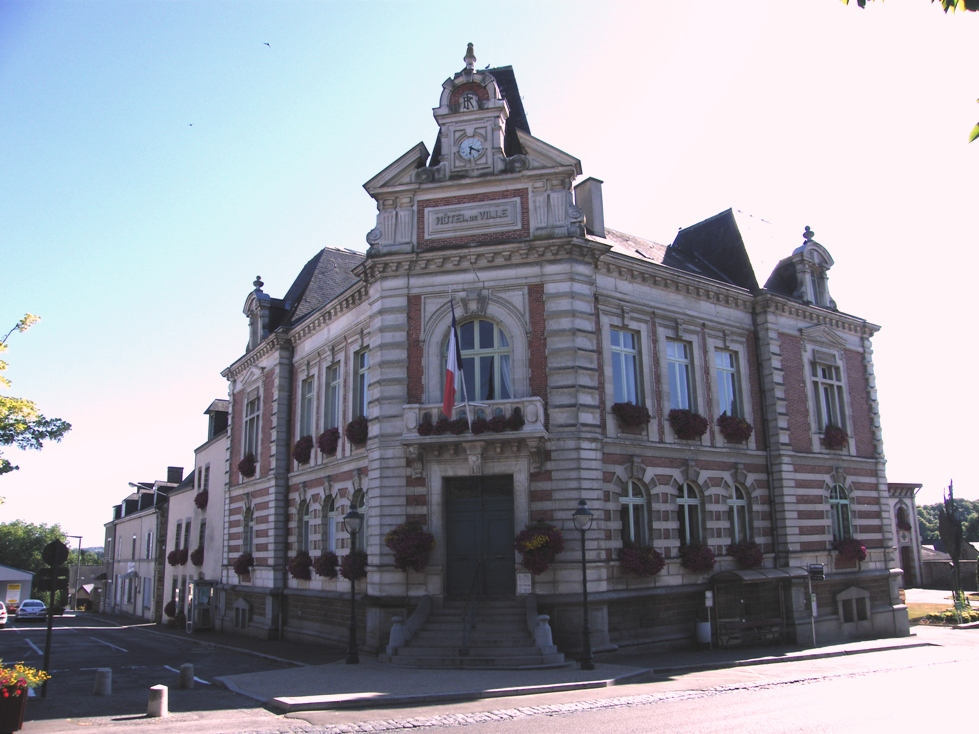
L'hôtel de ville.

## Population et société

### Démographie
L'évolution du nombre d'habitants est connue à travers les recensements de la population effectués dans la commune depuis 1793. Pour les communes de moins de 10 000 habitants, une enquête de recensement portant sur toute la population est réalisée tous les cinq ans, les populations de référence des années intermédiaires étant quant à elles estimées par interpolation ou extrapolation. Pour la commune, le premier recensement exhaustif entrant dans le cadre du nouveau dispositif a été réalisé en 2006.
En 2022, la commune comptait 5 511 habitants, en évolution de −3,84 % par rapport à 2016 (Mayenne : −0,73 %, France hors Mayotte : +2,11 %).
Ernée comptait 2400 habitants en 1726.
| 1793  | 1800  | 1806  | 1821  | 1831  | 1836  | 1841  | 1846  | 1851  |
| ----- | ----- | ----- | ----- | ----- | ----- | ----- | ----- | ----- |
| 4 251 | 4 648 | 4 642 | 5 084 | 5 467 | 5 398 | 5 489 | 5 483 | 5 614 |

| 1856  | 1861  | 1866  | 1872  | 1876  | 1881  | 1886  | 1891  | 1896  |
| ----- | ----- | ----- | ----- | ----- | ----- | ----- | ----- | ----- |
| 5 561 | 6 320 | 5 476 | 5 248 | 5 336 | 5 262 | 5 175 | 5 149 | 5 234 |

| 1901  | 1906  | 1911  | 1921  | 1926  | 1931  | 1936  | 1946  | 1954  |
| ----- | ----- | ----- | ----- | ----- | ----- | ----- | ----- | ----- |
| 5 099 | 5 297 | 5 343 | 4 841 | 4 845 | 4 768 | 4 870 | 4 995 | 4 952 |

| 1962  | 1968  | 1975  | 1982  | 1990  | 1999  | 2006  | 2011  | 2016  |
| ----- | ----- | ----- | ----- | ----- | ----- | ----- | ----- | ----- |
| 4 894 | 5 146 | 5 612 | 5 901 | 6 052 | 5 703 | 5 793 | 5 801 | 5 731 |

| 2021  | 2022  | - | - | - | - | - | - | - |
| ----- | ----- | - | - | - | - | - | - | - |
| 5 576 | 5 511 | - | - | - | - | - | - | - |

## Activité et manifestations

### Jumelages
- Dorsten (Allemagne).
- Glenfield (Royaume-Uni).

### Sports
La ville est spécialement connue pour son circuit de motocross, le circuit Raymond Demy où a eu lieu le championnat du monde MX1 et MX2 ainsi que le motocross des nations en 2005 et 2015.

## Économie et industrie
- La corderie Lancelin (créée en 1907, depuis 1939 à Ernée), amarres, drisses, cordages marins[50].

## Culture locale et patrimoine

### Lieux et monuments
- L'église Notre-Dame-de-l'Assomption qui domine le bourg de son haut clocher. Elle a été consacrée en 1697[51].
- La chapelle Notre-Dame de Charné (XIIe siècle) classée monument historique, remaniée au XVe siècle.
- Antiquités romaines.
- Le château de Pannard (XVIe siècle), style Renaissance.
- Le musée local de la préhistoire.
- Le parc de la Guinefolle (parc à l'anglaise, début XIXe siècle).
- L'espace culturel Louis-Derbré : atelier de fonderie, jardin de sculptures et théâtre de plein air.
- Le dolmen de la Contrie.
- L'allée couverte de la Tardivière.
- Le circuit de motocross Raymond-Demy[52] (anciennement circuit de Vahais).
- Les Bizeuls, centre de loisir et parc où se trouve un terrain de golf et de pétanque.

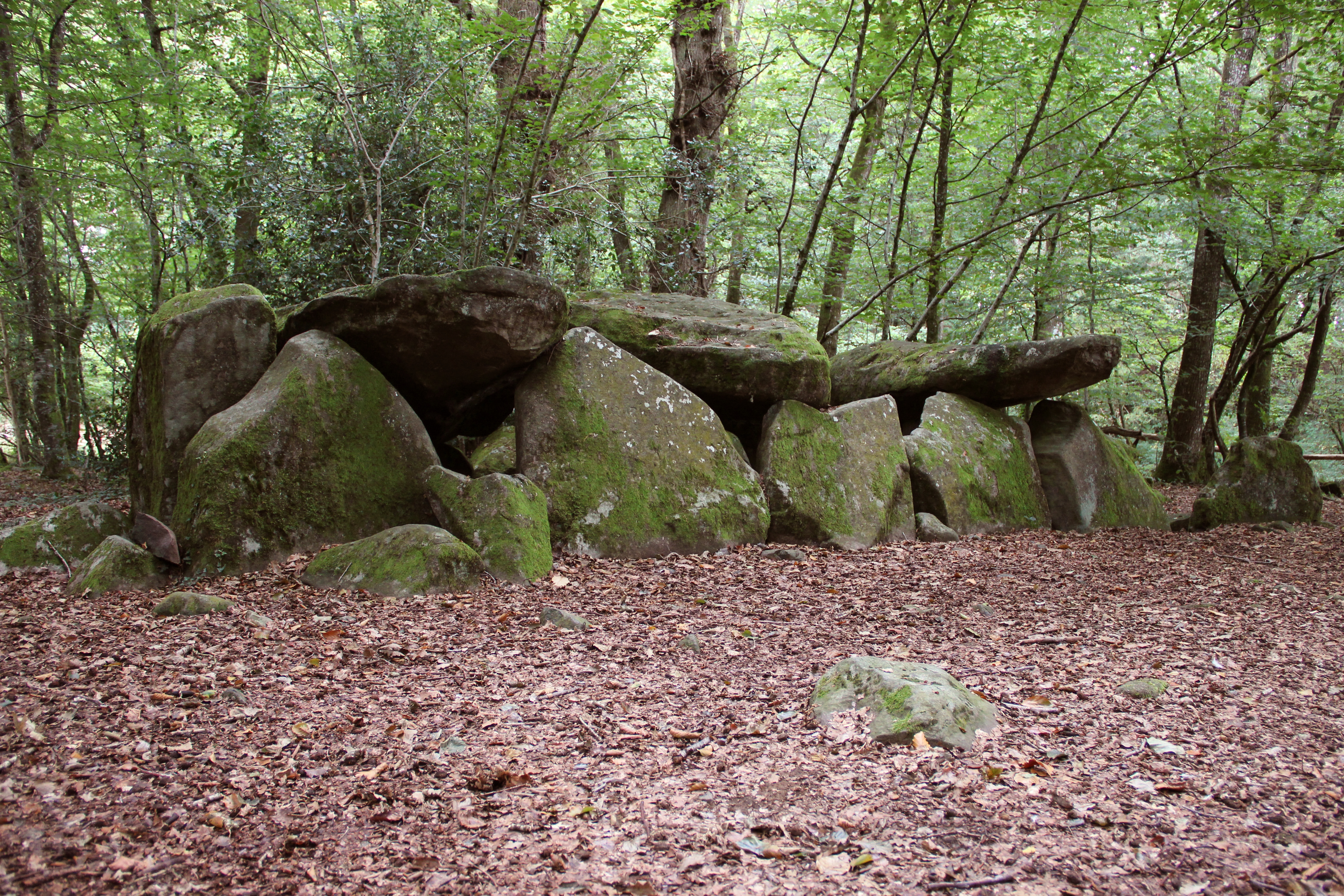
Le dolmen de la Contrie.
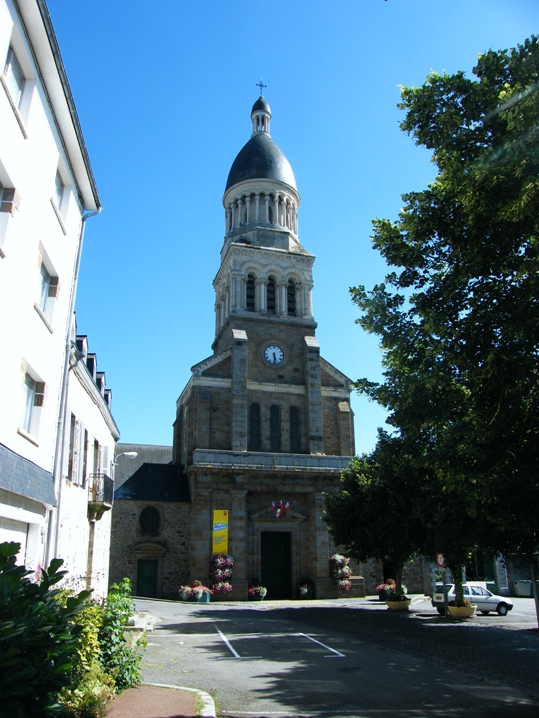
L'église Notre-Dame-de-l'Assomption.
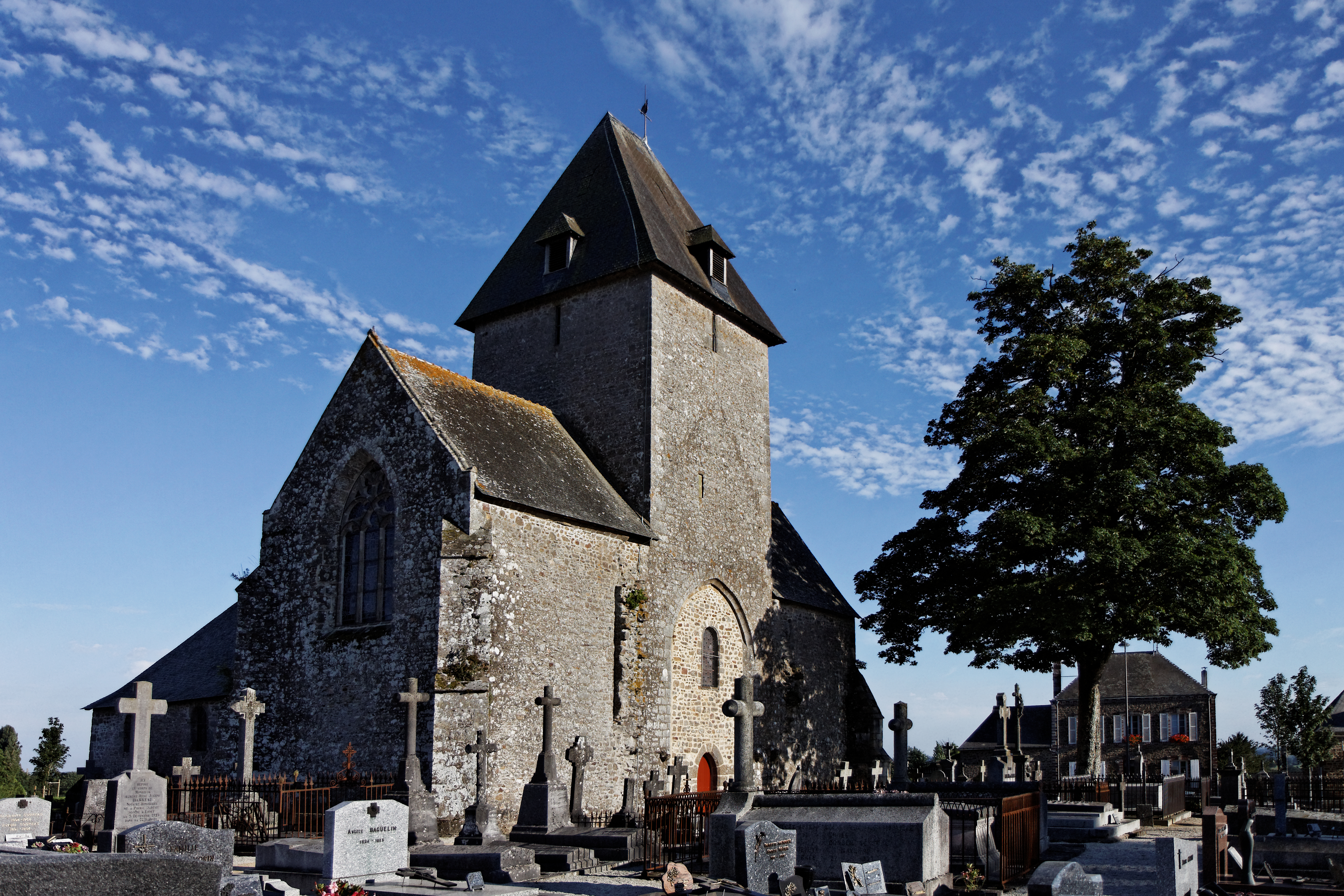
La chapelle Notre-Dame de Charné.
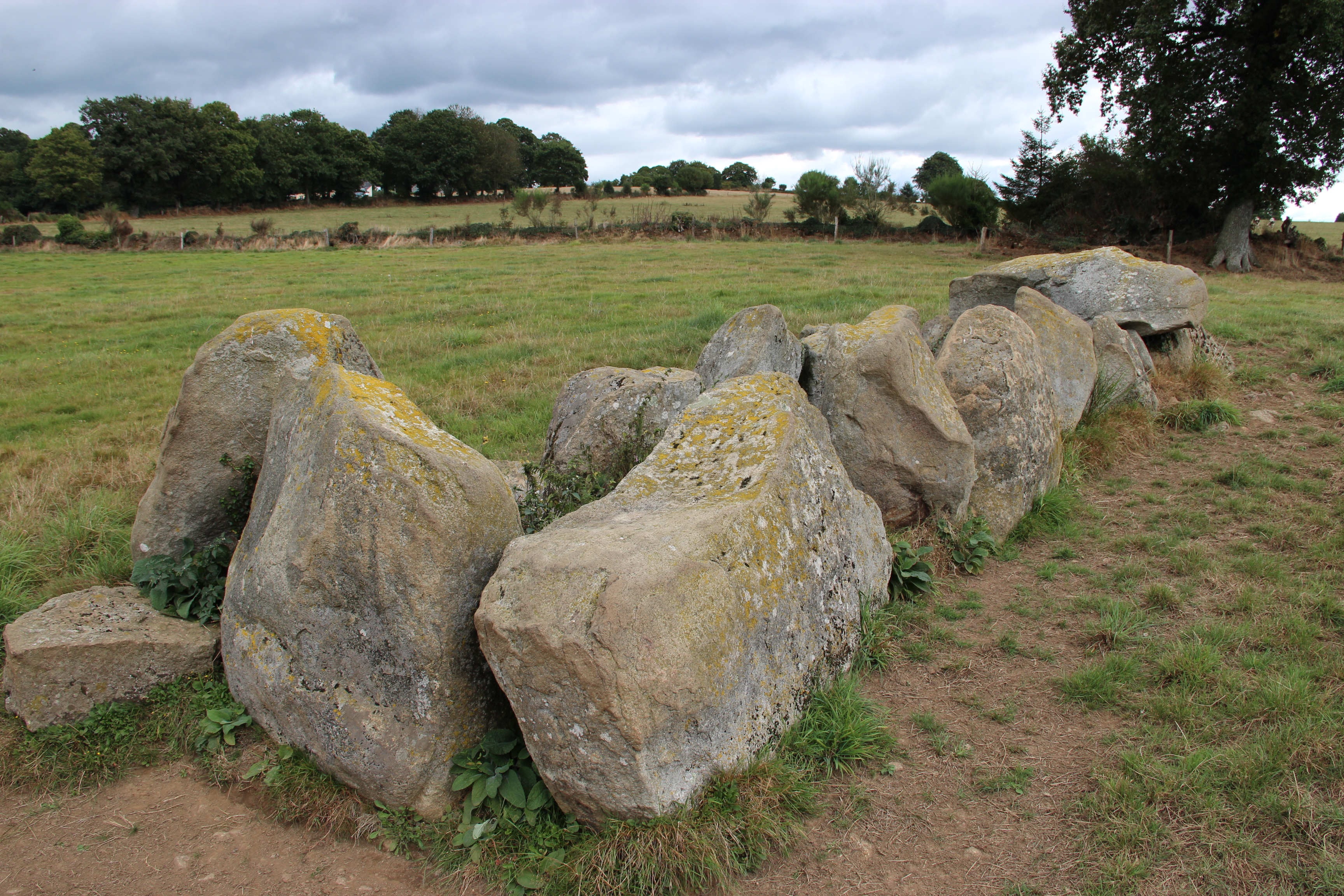
L'allée couverte de la Tardivière.

### Ernée dans les arts
« Ernée, là est le Maine et là finit la Bretagne » - Balzac - Les Chouans.

## Personnalités liées à la commune
- Georges-Olivier de Pannard (?-1484), [pourquoi ?] .
- Pierre Billard, (1653-1726), écrivain et théologien y est né.
- François-Alexandre Aubert de La Chenaye-Desbois (1699-1784), écrivain y est né et est mort à Paris.
- Henri-Louis-René des Nos (1717-1793), ecclésiastique catholique français évêque de Rennes y est né est est mort à Verdun.
- François Buchet (1777-1868), général d'armée y est né et est mort à Toulon.
- René Duvivier, (1785-1852), général et député français y est né et est mort à Paris.
- François-Marie Robert-Dutertre (1815-1898), écrivain, homme politique, libre-penseur y est né.
- Édouard Renault-Morlière (1833-1901), militaire y est né et est mort à Hyères.
- Amédée Renault-Morlière (1839-1907), avocat et homme politique y est né et mort.
- Constant Martin, maire radical-socialiste d'Ernée de 1907 à 1959.
- Archiprêtre A. Trideau, combattant de 1914-1918, curé d'Ernée, et résistant qui fera évader des aviateurs anglais vers Le Mans.
- Jeanne Bily-Brossard (1898-1983), artiste-peintre française y est morte.
- Roger Pelé, (1901-1982), athlète de fond français y est mort.
- Raymond Dubois (1904–1982), artiste-sculpteur et statuaire y est mort.
- Groupe de Résistance d'Ernée y est né
  - Pierre Le Donné (1906-1970), résistant d'Ernée, garagiste au Bas de Ville, Juste parmi les nations en 1997.
  - René Ballayer (1915-2001), maire SFIO, puis UDF d'Ernée de 1959 à 1986, président du conseil général de la Mayenne de 1973 à 1992, sénateur de 1974 jusqu'à son décès.
  - René Justin (1916 - 1982), résistant, et Germaine Justin-Bernard (née en 1920 à Ernée), son épouse également active dans la Résistance. René Justin est le sauveur de la ville d'Ernée en 1944 en évitant son anéantissement du bombardement américain pourtant prévu. Il dirigea l'armée Patton de Saint-Hilaire-du-Harcouët à Mayenne en août 1944, dans l'amorce de l'encerclement de la poche de Falaise.
  - Marie-Louise et Auguste Fauque, agriculteurs au Poirier à Ernée, Juste parmi les nations en 2009.
  - Jenny Fresco-Laneurie, secrétaire nationale de Yad Vashem, dont neuf membres de sa famille ont été cachés et sauvés à Ernée entre octobre 1943 et août 1944.
  - René Boursier, G. Delhommel, Paul Busson capturés par la milice de Rennes au maquis de la Forêt Noire (entre Larchamp et La Chapelle-Janson) le 3 juin 1944 pour recevoir un parachutage d’armes. René Boursier fortement blessé est sauvagement achevé. P. Busson blessé, G. Delhommel seront conduits à Rennes, pour y être interrogés et torturés pendant trois jours, à coups de nerf de bœuf. Aucun de ces résistants n'a parlé et a sauvé le réseau ernéen et la région de représailles allemandes.
- Louis Derbré (1925-2011), artiste-sculpteur, créateur de l'Espace culturel Louis-Derbré y est mort. Plusieurs de ses sculptures sont installées dans la ville.
- Bernard Bonnejean, (1950-), écrivain et chercheur y est né
- Pascal Rannou (1958-), écrivain, enseignant et vivant à Ernée.
- Stéphane Pichot (1976-), footballeur y est né.

### Héraldique
| Blason de Ernée | Blason  | De gueules aux trois sifflets d'or posés en pal. |
| Blason de Ernée | Détails |                                                  |